# Нота, яка не прозвучала
Нота, яка не прозвучала (англ. Grace Note) — другий сегмент 23-го епізоду 1-го сезону телевізійного серіалу «Сутінкова зона».

## Сюжет
Дія відбувається в Нью-Йорку 1966 року. Співачка-початківець Розмарі Мілетті мріє стати професійною оперною співачкою та виступати на сцені. Вона час від часу бере уроки вокалу, однак не може тренуватися систематично, оскільки її маленька сестра Мері хворіє на лейкемію, яка до того ж має необоротний характер. Одного дня ввечері Мері розповідає Розмарі, що постійно загадує одне й те саме бажання, однак вголос його не називає. Побачивши на небі зірку, що падає, Мері знову загадує те саме бажання та знову приховує його від своєї старшої сестри. Після цього вони разом ідуть вечеряти.
Після чергового уроку вокалу Розмарі приходить додому та помічає, що всі відсутні. Далі вона знаходить записку, в якій повідомляється, щоб вона швидко їхала до лікарні. Приїхавши до госпіталю, жінка бачить, що Мері стало зовсім зле, що жити їй залишається лічені години. Раптом починає звучати музика. Мері просить свою сестру, щоб вона йшла за цією музикою, оскільки це і є її бажання, та наполягає, щоб потім вона обов'язково повернулася. Розмарі йде за мелодією та раптом потрапляє у 1986 рік. В цей час вона вже стала примадонною американської опери, спектаклі з її участю набирають повні зали глядачів. Жінка ловить таксі та їде у Метрополітен-опера, щоб послухати оперний спектакль зі своєю участю. Побачене та почуте сильно розчулило Розмарі. Після вистави вона навідується до гримерної та бачить саму себе у гримі й перед дзеркалом. Гримером у неї виступає одна з її сестер — Дороті. Розмарі в майбутньому не бачить саму себе з минулого, тому, повертаючись, спостерігає лише відчинені двері. Раптом примадонна дістає золотий кулон у формі серця та розкриває його. В ньому знаходиться фотографія її вже давно покійної молодшої сестри Мері. Після цього Розмарі поспішає назад до госпіталю, щоб востаннє побачитися з сестрою. В коридорі лікарні вона потрапляє назад у 1966 рік та заходить до палати, де лежить Мері. Дівчинка дарує Розмарі той самий золотий кулон зі своєю фотографією як презент на День народження. Через деякий час Мері помирає. Минає багато часу, і Розмарі Мілетті насправді стає зіркою опери США, як і загадувала її покійна молодша сестра.

## Початкова оповідь
«Розмарі Мілетті, найстарша з п'яти дітей. Завжди найвідповідальніша, завжди надійна, яка жертвує своїми мріями заради сім'ї та боргу. Але Скоро Розмарі отримає час у подарунок від того, хто може собі це дозволити. Подарунок, який стане першим поверховим знайомством із Зоною сутінків».

## Кінцева оповідь
«Щоб почати жити повним життям, необхідно почути музику цього світу. Шкода, що багато хто крокує по життю, так і не почувши її. Найкращий подарунок, який ми можемо зробити своїм коханим, — це допомогти їм почути. Одне життя закінчується, інше починається. Але пісня життя проникає у всі куточки Всесвіту, навіть у найвіддаленіші та найпохмуріші місця на балконі Зони сутінків».

## Ролі виконують
- Джулія Майнс — Розмарі Мілетті
- Сідні Пенні — Мері Мілетті
- Рода Джеміньяні — Анджеліна
- Кей Е. К'ютер — маестро Барб'єрі
- Кетрін Паолоне — Дороті у зрілому віці
- Росс Еванс — Сем
- Рут Закарян — Тереза
- Джина Віначча — Дороті в дитинстві
- Елліот Скотт — Джої
- Том Фіннеган — таксист
- Креґ Скефер — охоронець
- Сенді Ліптон — жінка

## Прем'єра
Прем'єрні покази епізоду відбулися в США та Великій Британії 4 квітня 1986.